# Gottlandspartiet Gotlands framtid
Gottlandspartiet Gotlands framtid (GGF) var ett lokalt politiskt parti som grundades 1993 och var registrerat för val till kommunfullmäktige i Gotlands kommun. 

## Historik
Gottlandspartiet Gotlands framtid grundades 1993 inför kommunalvalet 1994.
Partiledare var Jan Wiklund.
Partiet har varit representerat i Gotlands kommunfullmäktige under mandatperioderna 1994/1998 och 1998/2002. I valet 1994 fick partiet 5,6 % och fyra mandat. Under mandatperioden 1998/2002 fick partiet en lokal vågmästarroll med sina tre mandat. Partiet styrde kommunen med de borgerliga partierna i ett samarbete kallat "Vi i femman".
I valet 2002 erhöll partiet 756 röster, vilket motsvarade 2,17 % och tappade sina mandat. I valet 2006 erhöll partiet 586 röster (1,67 %) och hamnade även det valet utan mandat. Efter valet lades partiet ned.

## Valresultat
| År   | Röster | %    | Mandat  | Ref    |
| ---- | ------ | ---- | ------- | ------ |
| 1994 | 2 033  | 5,6  | 4 av 71 | [ 5 ]  |
| 1998 | 1 643  | 4,84 | 3 av 71 | [ 10 ] |
| 2002 | 756    | 2,17 | 0 av 71 | [ 8 ]  |
| 2006 | 586    | 1,67 | 0 av 71 | [ 9 ]  |